# Galactosomum timondavidi
Galactosomum timondavidi är en plattmaskart. Galactosomum timondavidi ingår i släktet Galactosomum och familjen Heterophyidae. Inga underarter finns listade i Catalogue of Life.